# La tregua (Mario Benedetti)
La tregua es una novela del escritor uruguayo Mario Benedetti (1920-2009), que narra la vida de Martín Santomé, un hombre viudo y cercano a jubilarse, que se enamora perdidamente de su compañera de trabajo.
Esta novela fue publicada en 1960, y ambientada en Montevideo (Uruguay).

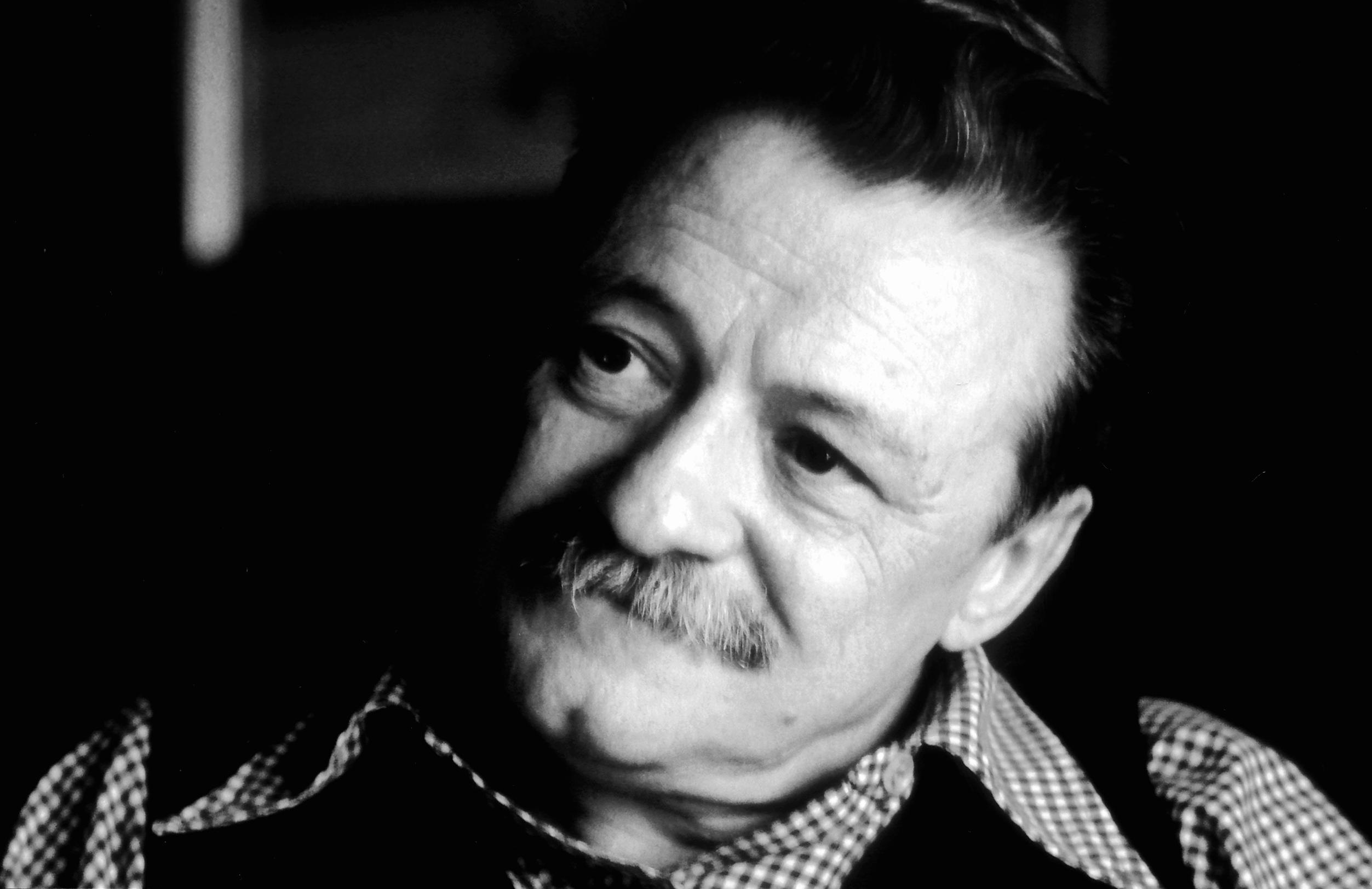
Mario Benedetti, autor de "La tregua".

## Estructura narrativa
Toda la novela está escrita en forma de entradas en el diario personal del protagonista, Martín Santomé. En él relata un período de su vida como un empleado viudo, cercano a jubilarse, y la aparición y desarrollo de la relación amorosa con Laura Avellaneda.
Los primeros versos de Canción de la muervida de Vicente Huidobro sirven como epígrafe de la novela:

Mi mano derecha es una golondrina

Mi mano izquierda es un ciprés

Mi cabeza por delante es un señor vivo

Y por detrás es un señor muerto.
Ver y palpar (1941). Santiago de Chile, Ediciones Ercilla.

## Argumento
La novela se desarrolla en la ciudad Montevideo en Uruguay, del lunes 11 de febrero de 1958 al viernes 28 de febrero de 1959. Martín Santomé es un viudo de 49 años que está a punto de jubilarse. La relación con sus tres hijos ya mayores, Blanca, Jaime y Esteban, no es muy buena, a causa de su obsesión por el trabajo. Martín comienza un romance con Laura Avellaneda, una joven de 24 años que entra a trabajar en la empresa para la cual trabaja Martín. 
Poco a poco, la relación entre Martín y Laura va aumentando en intensidad amorosa y cariño, hasta que viven juntos en un apartamento que Martín alquila exclusivamente para sus encuentros, que como deja ver el protagonista en su propio diario son algo más que sexuales, ya que se establece una relación de amor entre ellos. Luego de un tiempo Santomé decide proponerle matrimonio a Laura, pero sus intenciones se ven truncadas intempestivamente debido a la repentina ausencia de ella en la oficina: ha caído enferma a causa de una gripe. En este punto de la historia las anotaciones en el diario de Martín se vuelven confusas y esporádicas. 
Finalmente nos enteramos de que Laura ha muerto, motivo por el cual las anotaciones en el diario no eran tan constantes como antes. A continuación Martín explica su vida después de Laura, cuando vuelve a la monotonía de su trabajo, a la soledad que lo acosaba antes de conocer a Laura, la cual considera como una consecuencia lógica de su "vejez". La última reflexión del personaje antes de finalizar la historia es que su vida estaba destinada a la monotonía y la soledad, y que Dios le destinó esa patética existencia, pero que antes de morir también le dispuso una tregua mediante la aparición de Laura, para que así Martín pudiera sentirse vivo por un momento; aun así, Martín asume que tarde o temprano su vida volvería a la rutina de siempre, la cual considera "su verdadera vida" hasta el final.

## Personajes

### Martín Santomé
Personaje principal de la obra, un hombre maduro de 49 años, canoso, funcionario. Ya cerca de su jubilación, que a los 50 años se enamora de su compañera de trabajo Laura Avellaneda, con ella vive un romance muy ameno, el momento en el que vuelve a ser feliz. Pero tras la muerte de su amada llega a la conclusión de que Dios le dio una "tregua", un corto período de felicidad.
En el transcurso de la novela, Martín va adquiriendo una "buena" relación con sus hijos Esteban y Blanca, aunque no llega a encontrar y reconciliarse con su hijo Jaime.

### Laura Avellaneda
Joven de 24 años que llega al trabajo de Santomé y que al cabo de un tiempo se enamora de él. Tiene seguridad en sí misma (pero a la vez es muy nerviosa) y en el mundo que la rodea, se enamora de Martín sin importarle las consecuencias, la diferencia de edad ni el “qué dirán”. Viven un romance efímero y feliz. Privilegia los sentimientos de Martín, deja de lado los suyos, y se compromete seriamente con él.

### Blanca
Es la hija de Martín y tiene la misma edad que Laura Avellaneda. Esta es una de las razones por las que el hombre se eche para atrás al inicio, antes de tener una relación con su compañera de trabajo. Es de temperamento triste, como su padre, pero su vocación la pone contenta y le hace luchar por su vida. Tiene mucha energía, pero algunas veces no sabe cómo canalizarla.

### Jaime
Hijo menor de Martín Santomé, constantemente discute con su padre y con su hermano Esteban.
Después se revela que es homosexual y se va de la casa, dejando una nota agresiva contra su padre, a pesar de ser el hijo varón con quien mejor se lleva. Es él quien primero se entera de la relación entre su padre y Laura Avellaneda.

### Esteban
Hijo de Martín Santomé, también discute con su padre y con su hermano Jaime, tiene relación distante con su padre, excepto cuando cae enfermo y su padre lo visita en su cuarto. No tiene tanto apego con su padre, pero, aun así, es con el que más comenta de su jubilación.

### Isabel
Fue la esposa de Martín Santomé hasta que murió (cuando estaba dando luz a Jaime, sufrió de un ataque de eclampsia y murió horas después) dejando viudo a Martín. Él la recuerda constantemente y la compara con Laura Avellaneda, su nueva mujer. Su relación con Martín Santomé era más apasionada.

## Adaptaciones cinematográficas

### Película argentina de 1974
Existe una versión cinematográfica de la novela filmada en Argentina, con guion de Aída Bortnik y Sergio Renán, y dirigida por este último. Esta película fue estrenada el 1 de agosto de 1974 y contó con las actuaciones de Héctor Alterio y Ana María Picchio en los papeles protagónicos. La película fue nominada al Oscar en 1975 en la categoría "Mejor película de habla no inglesa".

### Película mexicana de 2003
En 2003 se realizó otra adaptación, esta vez dirigida por el mexicano Alfonso Rosas Priego.
Se estrenó el 24 de octubre de 2003 y contó con la participación de Gonzalo Vega y Adriana Fonseca en los papeles principales.
Esta es una adaptación, ya que la historia se sitúa en el puerto de Veracruz (México).